# Сиди Бел Абес
Сиди Бел Абес (на арабски: سيدي بلعباس) е град и община в Северозападен Алжир. Той е административен център на област Сиди Бел Абес.

## География
Населението на градската агломерация е 210 146 жители, а на общината е 212 935 души (преброяване, 14.04.2008).

## История
В града е разположен основният тренировъчен лагер на френския Чуждестранен легион от 1931 до 1961 г.

## Родени в града
- Гастон Жулиа (1893 – 1978), френски математик